# Dinosaur (Dinosaur Jr.)
Dinosaur è il primo album dei Dinosaur Jr., pubblicato nel 1985 dalla Homestead Records.

## Descrizione
Rispetto agli sviluppi successivi del gruppo, questo primo album ha brani caratterizzabili come folk diversamente da altri brani come "Does it Float", "Mountain Man" hanno tendenze più verso hardcore punk come anche il brano "Bulbs of Passion" che inizialmente non presente nella prima edizione dell'album ma era stato pubblicato come lato B del singolo Repulsion; per richiesta di J Mascis nelle successive ristampe dell'album il brano venne inserito in quanto egli riteneva che desse un'indicazione della direzione e degli sviluppi del suono del gruppo.

## Tracce
Testi e musiche di J Mascis.
1. Forget the Swan – 5:13
2. Cats in a Bowl – 3:39
3. The Leper – 4:07
4. Does It Float – 3:21
5. Pointless – 2:45
6. Repulsion – 3:06
7. Gargoyle – 2:14
8. Savered Lips – 4:05
9. Mountain Man – 3:33
10. Quest – 4:25
11. Bulbs of Passion (presente solo nel formato MC e, in vinile, nelle ristampe successive al 2005) – 4:13

## Formazione
- J Mascis - voce, chitarra e percussioni
- Lou Barlow - basso, ukulele, voce e synth
- Murph - batteria, voce e synth